# Rossodus
Genre
Rossodus est un genre éteint de conodontes. C'est un genre non classé au sein d'une famille dans le  clade des Prioniodontida, aussi connus aussi sous le nom de conodontes complexes.
Les différentes espèces ont été trouvées dans des terrains datant du début de l'Ordovicien.

## Espèces
- †Rossodus manitouensis
- †Rossodus subtilis
- †Rossodus tenuis (Miller, 1980)